# يي لونغ
يي لونغ (بالصينية المبسطة: 一龙)‏ هو ملاكم كيك بوكسينغ وممثل صيني، ولد في 1 أبريل 1987 في دتشو في الصين.

## أعمال

### أفلام
- (2016) الحرب الأهلية[4][5][6]

## وصلات خارجية
- يي لونغ على موقع IMDb (الإنجليزية)
- يي لونغ على موقع قاعدة بيانات الفيلم (الإنجليزية)